# Maksym Kovalenko

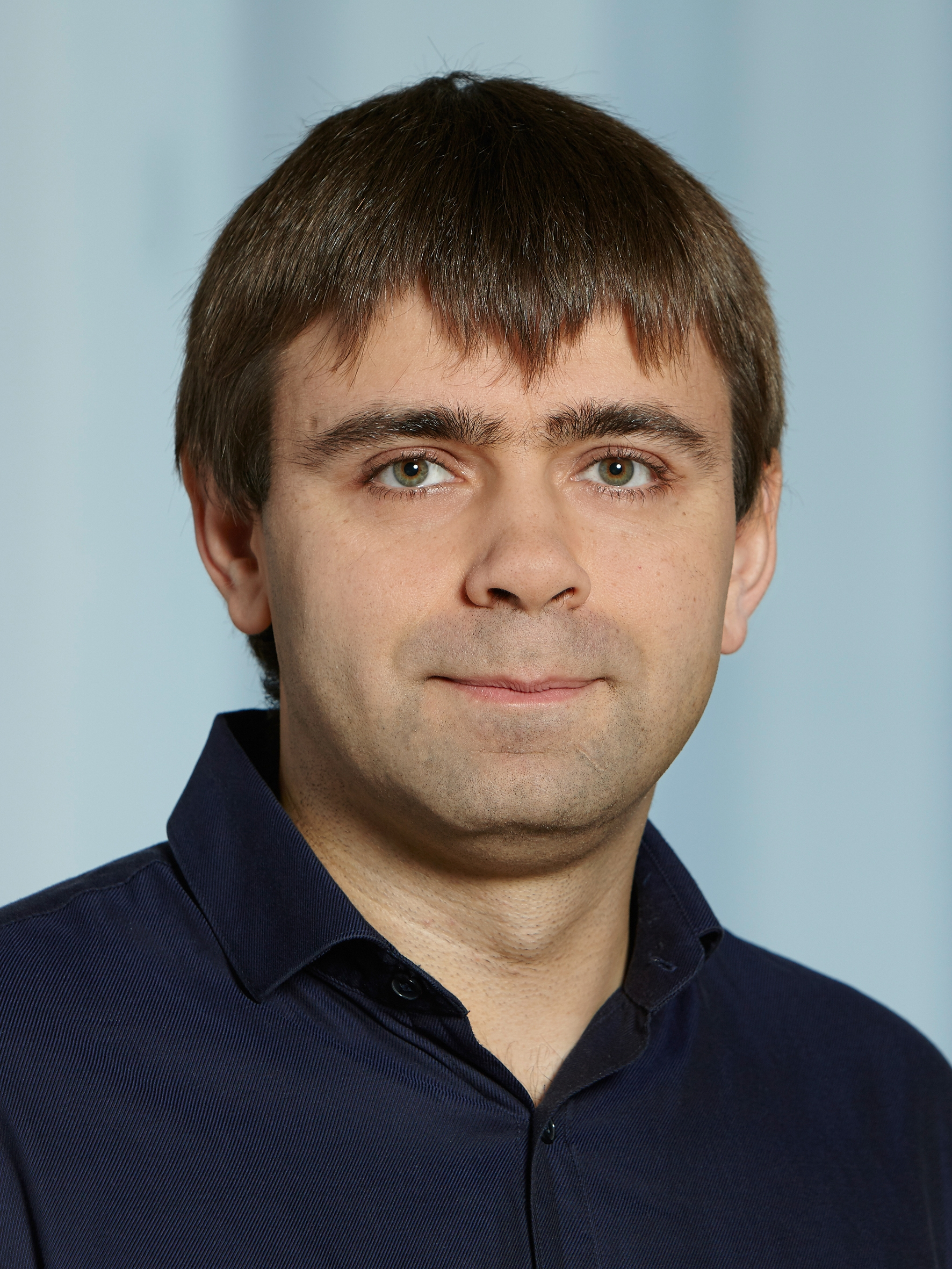
Maksym Kovalenko (2018)

Maksym V. Kovalenko (ukrainisch Максим Коваленко Maksym Kowalenko; * 1982) ist Chemiker und Hochschullehrer. Seine Forschungsgruppe entwickelt Liganden für Quantenpunkte und anorganische Nanokristalle.

## Ausbildung
Maksym Kovalenko wurde 1982 in der westlichen Ukraine geboren und wuchs in der Bukowina in der Ukrainischen SSR auf. Er studierte Chemie an der Nationalen Universität von Czernowitz in der Ukraine. Nach dem darauf folgenden Studium an der Johannes Kepler Universität Linz in Österreich doktorierte er 2007 im Bereich Technische Wissenschaften (Nanowissenschaften und Nanotechnologie) bei Wolfgang Heiss (Summa cum laude). Seine Dissertation befasste sich mit der Synthese und Anwendung von kolloidalen Nanokristallen in optischen Infrarotgeräten. Er untersuchte insbesondere Quantenpunkte mit schmaler Bandlücke (en: band gap) und publizierte Resultate über HgTe-, SnTe- und Eisenoxid-Nanokristalle.

## Akademische Forschung und Laufbahn
Nach der Promovierung in Linz ging Kovalenko an die University of Chicago in Chicago, Illinois als Forschungsassistent von Dmitri Talapin. Dort erforschte er anorganische Liganden an kolloidalen Nanokristallen und publizierte seine Ergebnisse 2009 in der Zeitschrift Science.
Kovalenko akzeptierte 2011 ein Stellenangebot als Assistenzprofessor für anorganische Funktionsmaterialien am Laboratorium für Anorganische Chemie, Department Chemie und Angewandte Biowissenschaften, an der ETH Zürich. Sein Forschungsteam entwickelte anfänglich neue synthetische Nanokristalle in Hinblick auf Anwendungen für Batterien und Fotodetektoren. Dazu kamen Arbeiten über Nanokristalle mit Perowskit-Struktur. Entsprechende Resultate publizierte sein Team 2015.
Kovalenko wurde 2016 zum ausserordentlichen und 2020 zum ordentlichen Professor befördert. Neben der ETH ist er auch an der EMPA tätig. Dort werden vor allem Anwendungsaspekte neuer Materialien untersucht. Ein Beispiel ist die Entwicklung neuartiger Farbsensoren beruhend auf drei übereinander angeordneten Schichten von Perowskit-Nanokristallen mit spektral unterschiedlicher Absorption des einfallenden Lichtes.
Kovalenko erforscht mit seinem Team Aspekte der chemischen Synthese, Oberflächenfunktionalisierung sowie Selbstorganisationsprozesse von kolloidalen Nanostrukturen. Ziel dabei ist die Entwicklung neuartiger Funktionsmaterialien. Für seine Forschung über leuchtende Nanokristalle wurde er 2019 mit dem Rössler-Preis und 2021 mit dem Dan-Maydan-Preis ausgezeichnet.

## Weitere Funktionen
- Kovalenko ist Miteditor der Zeitschrift Chemistry of Materials.
- Von 2018 bis 2019 war er Vorsteher des Instituts für Anorganische Chemie der ETH.

## Auszeichnungen
- 2012: ERC Starting Grant[12]
- 2013: Ruzicka-Preis[13]
- 2016: Werner-Preis[14]
- 2018: ERC Consolidator Grant[15]
- 2018: Vielzitierter Forscher[16][17]
- 2019: Rössler-Preis[18][19]
- 2021: Dan Maydan Preis[20]
- 2023: Wheland Medal and Lectureship[21]